# У Чэнъин
У Чэнъин (кит. упр. 吴承瑛, пиньинь Wú Chéngyīng; род. 21 апреля 1975, Шанхай) — китайский футболист, защитник, выступал за сборную Китая. Известен выступлениями за «Шанхай Шэньхуа», с которым в 1998 году выиграл Кубок Китайской футбольной ассоциации.

## Клубная карьера
Профессиональную карьеру начал в 1994 году в «Шанхай Шэньхуа». С ним У Чэнъин в 1995 году стал чемпионом лиги Цзя А и 1998 году стал обладателем Кубка Китайской футбольной ассоциации. В январе 2002 года он находился в интересах у итальянского клуба «Комо», но итальянцам не удалось достичь соглашения со стороны «Шэньхуа». В 2003 году за 13 миллионов китайских юаней У Чэнъин перешёл в «Шанхай Интернэшнл». Это стал самой большой по стоимости переход в истории футбола Китая. В новом клубе он доходил до различных чемпионских титулах, но команда каждый раз в последний момент ошибалась. Согласно многим сообщениям за несколько месяцев до завершения карьеру, в 2006 году, он перешёл в «Саут Чайну» из Гонконга.

## Карьера за сборную
После его впечатляющих выступлений за «Шанхай Шэньхуа» он был включен в сборную Китая на Кубок Азии 1996 года в ОАЭ. После чего часто вызывался в сборную. Во время правления Боры Милутиновича в качестве главного тренера сборной У Чэнъин стал первым левым защитником в китайской сборной. Был участником Кубок Азии 2000 года в Ливане и чемпионата мира 2002 года в Японии/Южной Кореи. Международную карьеру завершил сразу после „мундиаля“.

### Голы за сборную
| #  | Дата           | Место                 | Соперник  | Счёт | Результат | Турнир                              |
| -- | -------------- | --------------------- | --------- | ---- | --------- | ----------------------------------- |
| 1. | 22 апреля 2001 | Шэньси Провинс, Сиань | Мальдивы  | 2–0  | 10–1      | Квалификация на чемпионат мира 2002 |
| 2. | 20 мая 2001    | Бунг Карно, Джакарта  | Индонезия | 2–0  | 2–0       | Квалификация на чемпионат мира 2002 |

## Достижения

### Шанхай Шэньхуа
- Чемпион Лиги Цзя А: 1995
- Обладатель Кубка Китайской футбольной ассоциации: 1998